# Apeltes quadracus
El espinoso de cuatro espinas (Apeltes quadracus) es una especie de pez marino, la única del género Apeltes de la familia gasterosteidos. Se encuentra en el noroeste del océano Atlántico.

## Biología
Son peces pequeños de poco más de 4 cm. Se alimentan en el fondo marino, principalmente en las diatomeas, gusanos y crustáceos por succión de la presa con una acción de pipeteado. Los machos construyen, protegen y airean el nido donde se depositan los huevos.

## Distribución y hábitat
Se distribuye en el Atlántico por la costa este de América del Norte, desde el Golfo de San Lorenzo (Canadá) hasta Carolina del Norte (Estados Unidos). Principalmente es una especie de mar abierto, pero también se la ha encontrado en lagos de Canadá y en las cuencas fluviales de los ríos Hudson, Delaware y Susquehanna. Los adultos viven principalmente a lo largo de las bahías con malezas y remansos, entrando en agua salobre y, en una medida limitada, en agua dulce.